# 普里盧基 (奧夫魯奇區)
51°27′42″N 28°51′49″E / 51.46167°N 28.86361°E
普里盧基（烏克蘭語：Прилуки），是烏克蘭北部的村莊，隸屬日托米爾州的科羅斯滕區。該村面積0.48平方公里，海拔高度151米，2001年人口666，人口密度每平方公里1,402.11人。